# Karel Van Miert

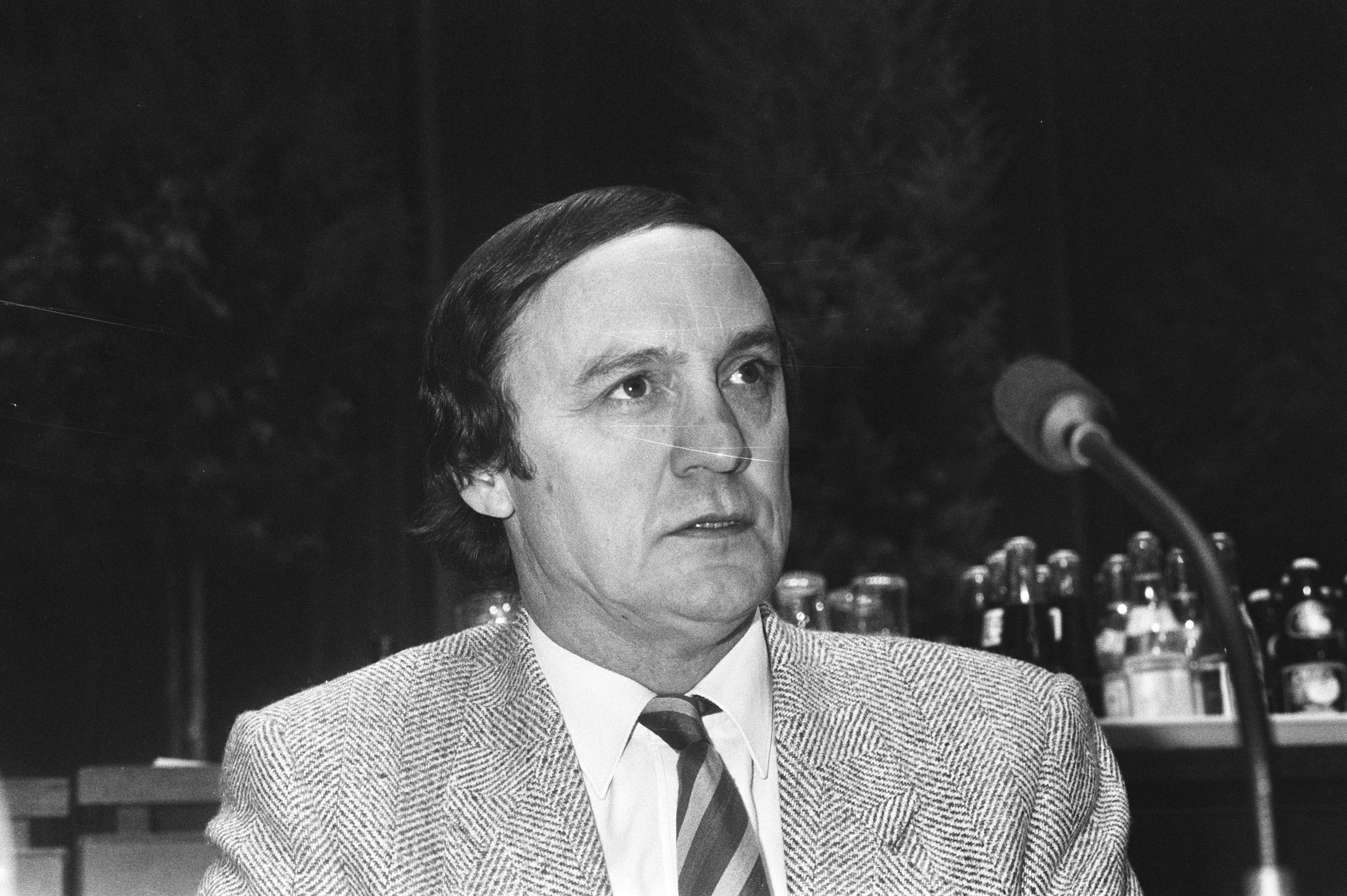
Karel Van Miert

Karel A. L. H. Van Miert (* 17. Januar 1942 in Oud-Turnhout; † 22. Juni 2009 in Beersel) war ein belgischer Politiker.

## Leben
Aus einer Bauernfamilie stammend, erhielt er die Hochschulzugangsberechtigung, um ab 1962 an der Universität Gent zu studieren. Vier Jahre später schloss er das Studium mit dem Lizentiat in diplomatischen Wissenschaften ab. Nach einem Praktikum 1967/68 bei der Europäischen Kommission besuchte er Sommerkurse am Worcester College in Oxford.
Bei der Niederschlagung des Prager Frühlings im August 1968 befand er sich in Prag und konnte gerade noch rechtzeitig mit dem Zug über West-Berlin nach Belgien zurückkehren. 1971 wurde er Aspirant im Wissenschaftsfonds NFWO als Mitarbeiter des Niederländers Sicco Mansholt, damals europäischer Landwirtschaftskommissar. 1976 war er Kabinettschef beim belgischen Wirtschaftsminister Willy Claes, der ihn auch zum Vizegeneralsekretär der damaligen Belgischen Arbeiterpartei berief.
Van Miert war von 1978 bis 1988 Vorsitzender der flämischen Sozialisten. Von 1979 bis 1985 war er Mitglied des Europäischen Parlaments und von 1986 bis 1992 stellvertretender Vorsitzender der Sozialistischen Internationale.
Von 1989 bis 1999 war Van Miert EU-Kommissar. In der deutschen und österreichischen Öffentlichkeit wurde er besonders als EU-Kommissar für Verkehr und Wettbewerb bekannt, der Ende der 1990er-Jahre die Buchpreisbindung verbieten wollte. In seine Zeit als Kommissar fällt auch das Zusammenschlussvorhaben Boeing/McDonell Douglas (Sache Nr. IV/M.877), das von den Wettbewerbsbehörden in der EU und den USA zunächst unterschiedlich beurteilt wurde und schließlich freigegeben wurde. In seiner Autobiographie hat er den massiven Druck seitens der US-Administration beschrieben.
Als Verkehrkommissar war Van Miert der Hauptansprechpartner der damaligen österreichischen Regierung bei allen Transitfragen. Zunächst ging es 1989 um Ausnahmeregelungen für das Nachtfahrverbot für Lkw in Österreich. Im Jahr 1992 einigte er sich mit Österreichs Verkehrsminister Viktor Klima auf den Transitvertrag, der die Zahl der Durchfahrten und die Berechnung der „Ökopunkte“ für Lastwagen aus der Europäischen Gemeinschaft regelte.
Danach war Karel Van Miert an der niederländischen Wirtschaftsuniversität Nyenrode tätig.
Karel Van Miert stand auch nach seinem Ausscheiden aus der EU-Kommission weiterhin in Diensten der EU. So war er Koordinator des TEN-Projektes Nr. 1 einschließlich des Brenner-Basistunnels oder auch für Satellitenfragen (Projekt GALILEO) zuständig. Als EU-Koordinator TEN-Projekt Nr. 1 unterzeichnete er noch am 18. Mai 2009 in Rom gemeinsam mit den Verkehrsministern aus Deutschland, Österreich und Italien ein Memorandum of Understanding zum Ausbau der Brennerbahnstrecke.
Am 22. Juni 2009 erlitt van Miert in seinem Garten einen tödlichen Herzinfarkt. Auf Wunsch der Familie erhielt der Staatsminister kein entsprechendes Begräbnis, die Einäscherung fand im Kreis von Verwandten und Freunden statt.
Vom 17. Juli 2002 bis zu seinem Tod war er Mitglied des Aufsichtsrats der Münchener Rück. Zu seiner Nachfolgerin bestellte das Amtsgericht München Benita Ferrero-Waldner, die auf der Hauptversammlung am 28. April 2010 in ihrem Amt bestätigt wurde.

## Auszeichnungen
- 1997 Großes Goldenes Ehrenzeichen am Bande für Verdienste um die Republik Österreich[5].
- 1998 Europäischer Handwerkspreis
- 1999 Deutscher Mittelstandspreis
- 2007 European Railway Award in der Kategorie „Politik“[6]

## Schriften
- Markt, Macht, Wettbewerb. Meine Erfahrungen als Kommissar in Brüssel. DVA, Stuttgart 2000, ISBN 3-421-05384-7.